# Jüdische Gemeinde Appenheim
Die jüdische Gemeinde Appenheim im rheinland-pfälzischen Landkreis Mainz-Bingen bestand vom Beginn des 19. Jahrhunderts bis zum Jahr 1930.

## Geschichte
Bereits im 16. Jahrhundert siedelten Juden auf dem Gebiet von Appenheim. Die Quellen nennen hier allerdings keine Zahlen. Erste Zahlen liegen hier erst ab dem 19. Jahrhundert vor. Bis Mitte des 19. Jahrhunderts stieg die Zahl an und erreichte 1830 ihren höchsten Stand. Bis zum Beginn des 20. Jahrhunderts blieb die Zahl der jüdischen Gemeindemitglieder relativ konstant. Ab dann ging die Zahl zurück. 1930 wurde die Gemeinde aufgelöst und an die jüdische Gemeinde Bingen angeschlossen. Ab 1933, nach der Machtergreifung Adolf Hitlers, wurden die jüdischen Einwohner immer mehr entrechtet. Zudem kam es immer wieder zu antijüdischen Aktionen, was dazu führte, dass weitere Mitglieder der jüdischen Gemeinschaft Appenheim verließen. Nach den Novemberpogromen 1938 lebte 1939 nur noch eine jüdische Familie in Appenheim.

## Entwicklung der jüdischen Einwohnerzahl
| Jahr | Juden | Jüdische Familien | Bemerkung |
| ---- | ----- | ----------------- | --------- |
| 1804 | 13    |                   |           |
| 1808 |       | 5                 |           |
| 1824 | 31    |                   |           |
| 1830 | 38    |                   |           |
| 1900 | 30    |                   |           |
| 1931 | 10    |                   |           |
| 1939 |       | 1                 |           |

Quelle: alemannia-judaica.de; jüdische-gemeinden.de;; „… und dies ist die Pforte des Himmels“

## Einrichtungen

### Synagoge
Die Synagoge wird erstmals 1908 erwähnt. Sie befand sich in einem Gebäude in der Obergasse. Im Jahr 1930 wurde die Synagoge, nach Auflösung der Gemeinde, verkauft.

### Schule
Ob die Gemeinde über eine eigene Schule oder sonstige Räumlichkeiten für den Religionsunterricht verfügte, ist nicht bekannt. Ebenso geben die Quellen keine Auskunft darüber ob die Gemeinde einen Lehrer angestellt hatte.

### Mikwe
Die jüdische Gemeinde Appenheim verfügte über eine Mikwe. Der Standort ist in den Quellen nicht überliefert.

### Friedhof
Die Toten der Gemeinde wurde ab 1850 auf dem Jüdischer Friedhof (Appenheim) beigesetzt.

## Opfer des Holocaust
Das Gedenkbuch – Opfer der Verfolgung der Juden unter der nationalsozialistischen Gewaltherrschaft 1933–1945 und die Zentrale Datenbank der Namen der Holocaustopfer von Yad Vashem führen15 Mitglieder der jüdischen Gemeinschaft Appenheim (die dort geboren wurden oder zeitweise lebten) auf, die während der Zeit des Nationalsozialismus ermordet wurden.
| Name       | Vorname   | Todeszeitpunkt     | Alter     | Ort des Todes                 | Bemerkung | Quellen |
| ---------- | --------- | ------------------ | --------- | ----------------------------- | --- | --- |
| Bachrach   | Klara     | 3. Juni 1942       | 49 Jahre  | Vernichtungslager Sobibor     | Deportation am 1. Juni ab Kassel nach Vernichtungslager Sobibor | Yad Vashem (Datenbank, Datensatz Nr. 11460699) / Gedenkbuch für die Opfer der NS-Judenverfolgung in Deutschland                                                     |
| Grünewald  | Ida       | unbekannt          | unbekannt | Vernichtungslager Sobibor     | Deportation am 11. Juni ab Frankfurt am Main nach Vernichtungslager Sobibor | Yad Vashem (Datenbank, Datensatz Nr. 11511747, Nr. 1962900, Nr. 620580, Nr. 637150 und Nr. 874837) / Gedenkbuch für die Opfer der NS-Judenverfolgung in Deutschland |
| Hermann    | Rose      | unbekannt          | unbekannt | Konzentrationslager Auschwitz | Nach Frankreich emigriert. Deportation am 6. November 1942 ab Sammellager Drancy nach Konzentrationslager Auschwitz. | Yad Vashem (Datenbank, Datensatz Nr. 11519519 und Nr. 3184518) / Gedenkbuch für die Opfer der NS-Judenverfolgung in Deutschland                                     |
| Kehr       | Jenny     | 11. Dezember 1942  | 47 Jahre  | Barcelona                     | Suizid | Yad Vashem (Datenbank, Datensatz Nr. 585540 und Nr. 5581969) / Gedenkbuch für die Opfer der NS-Judenverfolgung in Deutschland                                       |
| Lazarus    | Berta     | 25. Oktober 1942   | 88 Jahre  | Ghetto Theresienstadt         | Deportation ab Darmstadt am 27. September 1942 nach Ghetto Theresienstadt | Yad Vashem (Datenbank, Datensatz Nr. 11571012) / Gedenkbuch für die Opfer der NS-Judenverfolgung in Deutschland                                                     |
| Lazarus    | Emma      | 14. Januar 1943    | 81 Jahre  | Ghetto Theresienstadt         | Deportation ab Darmstadt am 27. September 1942 nach Ghetto Theresienstadt (Transport XVII/1, Zug Da 520) | Yad Vashem (Datenbank, Datensatz Nr. 4778674 und Nr. 11571027) / Gedenkbuch für die Opfer der NS-Judenverfolgung in Deutschland                                     |
| Lazarus    | Jettchen  | unbekannt          | unbekannt | Internierungslager Gurs       | | Yad Vashem (Datenbank, Datensatz Nr. 5249342) |
| Marx       | Franziska | 2. November 1942   | 67 Jahre  | Ghetto Theresienstadt         | Deportation ab Darmstadt am 27. September 1942 nach Ghetto Theresienstadt | Yad Vashem (Datenbank, Datensatz Nr. 11589644) / Gedenkbuch für die Opfer der NS-Judenverfolgung in Deutschland                                                     |
| Mayer      | Simon     | 12. September 1942 | 79 Jahre  | Ghetto Theresienstadt         | Deportation ab Frankfurt am Main am Deportation am 1. September 1942 nach Ghetto Theresienstadt | Yad Vashem (Datenbank, Datensatz Nr. 1746916, Nr. 1728735, Nr. 11591526 und Nr. 11591514) / Gedenkbuch für die Opfer der NS-Judenverfolgung in Deutschland          |
| Schneeberg | Bertha    | 23. Juli 1943      | 49 Jahre  | Vernichtungslager Sobibor     | Am 2. September 1934 in die Niederlande emigriert. Bis 24. Mai 1943 im Konzentrationslager Vught-Hertogenbosch interniert. Vom 24. Mai 1943 bis 20. Juli 1943 im Durchgangslager Westerbork interniert. Am 20. Juli 1943 Deportation nach Vernichtungslager Sobibor | Yad Vashem (Datenbank, Datensatz Nr. 4291244 und Nr. 11627839) / Gedenkbuch für die Opfer der NS-Judenverfolgung in Deutschland                                     |
| Strauß     | Emma      | 23. April 1944     | 64 Jahre  | Ghetto Theresienstadt         | Deportation ab Darmstadt am 27. September 1942 nach Ghetto Theresienstadt | Yad Vashem (Datenbank, Datensatz Nr. 11643371) / Gedenkbuch für die Opfer der NS-Judenverfolgung in Deutschland                                                     |
| Weinthal   | Martha    | unbekannt          | unbekannt | Ghetto Piaski                 | Deportation ab Mainz / Darmstadt am 25. März 1942 nach Ghetto Piaski | Yad Vashem (Datenbank, Datensatz Nr. 11652886) / Gedenkbuch für die Opfer der NS-Judenverfolgung in Deutschland                                                     |
| Weinthal   | Rosa      | unbekannt          | unbekannt | Ghetto Piaski                 | Deportation ab Mainz / Darmstadt am 25. März 1942 nach Ghetto Piaski | Yad Vashem (Datenbank, Datensatz Nr. 11652888) / Gedenkbuch für die Opfer der NS-Judenverfolgung in Deutschland                                                     |
| Weinthal   | Wilhelm   | 19. November 1942  | 45 Jahre  | Konzentrationslager Majdanek  | Deportation ab Mainz / Darmstadt am 25. März 1942 nach Ghetto Piaski. Zu unbekanntem Zeitpunkt nach Konzentrationslager Majdanek | Yad Vashem (Datenbank, Datensatz Nr. 11652894) / Gedenkbuch für die Opfer der NS-Judenverfolgung in Deutschland                                                     |
| 1. 2. 3.   |           |                    |           |                               | | |